# Естадіо-Ель-Садар
«Естадіо Ель Садар» (ісп. Estadio El Sadar) — футбольний стадіон у Памплоні, Іспанія, домашня арена ФК «Осасуна».
Стадіон побудований та відкритий у 1967 році з місткістю 25 000 глядачів, з яких сидячих лише 7 000. У 1989, 2003 та 2015 роках арену було реконструйовано, в результаті чого було досягнуто місткості 18 761 сидяче місце. 
До 2015 року стадіон належав «Осасуні», однак у кінці 2014 року клуб був змушений продати його Уряду Наварри.
Протягом 1967–2005 років стадіон називався «Ель Садар», на честь річки, яка протікає неподалік. У 2005–2011 роках мав назву «Естадіо Рейно де Наввара» на честь регіону Наварра. З 2012 року арені повернуто попередню назву і нині її знають як «Естадіо Ель Садар».
Окрім футбольних матчів на стадіоні проводяться інші спортивні та культурні заходи.